# Katalin kenti hercegné
Katalin kenti hercegné, leánykori nevén Katherine Lucy Mary Worsley (Yorkshire, 1933. február 22. – ) a brit királyi család, a Windsor-ház tagja Eduárd kenti herceggel (V. György brit király unokája és II. Erzsébet brit királynő unokatestvére) kötött házassága révén.
A kenti hercegné 1994-ben áttért a római katolikus vallásra, a brit uralkodó család tagjai közül elsőként az 1701-es Act of Settlement (a trónöröklés rendjét szabályozó törvény) óta. Katalin hercegné jelentős szerepet vállal a brit komolyzenei életben, számos kórus tagjaként szerepelt. Másik nyilvános szereplésére a wimbledoni torna idején került sor, amikor a kenti herceg oldalán a győzteseknek járó díjakat nyújtotta át.
Katalin hercegné közvetlen viselkedésével is felhívta magára a figyelmet – a magánéletben inkább a Katharine Kent nevet használja, a hivatalos Ő királyi fensége a kenti hercegné cím helyett.

## Fiatalkora
Katharine Lucy Mary Worsley 1933. február 22-én született a yorkshire-i Hovingham Hall-ban, szülei Sir William Worsley és Joyce Morgan Brunner. Tanulmányait a Yorkhoz közeli Queen Margaret's School-ban, majd a norfolki Runton Hill School iskolákban végezte. Iskolaévei alatt tanult meg zongorán, orgonán és hegedűn játszani. Tanulmányai elvégzése után Yorkban egy gyermekotthonban, majd Londonban egy általános iskolában dolgozott. Nem sikerült bekerülni a Királyi Zeneakadémiára (Royal Academy of Music) és bátyjait követve Oxfordba ment egyetemre.

## Házassága
1961. június 8-án házasodott össze Eduárd kenti herceggel, György kenti herceg és Marina görög hercegnő legidősebb fiával. Házassága után megkapta az "Ő királyi felsége a kenti hercegnő" címet.
A párnak három gyermeke született:
- George, St Andrews grófja, 1962. június 26-án született, felesége Sylvana Windsor, szül. Tomaselli
- Lady Helen Taylor, 1964. április 28-án született, férje Timothy Taylor
- Lord Nicholas Windsor, 1970. július 25-én született, 2006-ban feleségül vette Paola Doimi de Lupis de Frankopan grófnőt (a királyi család történelmében elsőként a Vatikánban házasodott).

## György, Kent 1. hercege leszármazottai
A részleges családfán megjelenítettük a Kent hercege cím öröklésében fontos személyeket. Feltüntettük azokat, akikről (2024) született magyar szócikk.
- V. György brit király (1865. június 3. – 1936. január 20.) Felesége: Teck Mária
  - VIII. Eduárd brit király
  - VI. György brit király
  - Mária brit királyi hercegnő
  - Henrik Gloucester 1. hercege (1900. március 31. - 1974. június 10.)
    - innen lásd Gloucester hercege

  - György, Kent 1. hercege (1902. december 20. - 1942. augusztus 25.) Felesége: Marina görög hercegnő (1906 – 1968)
    - Eduárd, Kent 2. hercege (1935. október 9. – ) Felesége: Katalin kenti hercegné[1] (1933 –)
      - George Windsor[2], St Andrews grófja (1962. június 26–) Felesége: Sylvana Tomaselli (1957–)
        - Edward Windsor[1], Lord Downpatrick (1988. december 2. –)
        - Marina Windsor[1] (1992. szeptember 30.–)
        - Amelia Windsor (1995. augusztus 24.–)

      - Helen Taylor (1964–) Férje: Timothy Verner Taylor (1963–)
        - négy gyerek

      - Nicholas Windsor (1970–) Felesége: Paola Louise Marica Doimi de Lupis
        - három gyerek

    - Alexandra (1936–) Férje: Angus Ogilvy (1928–2004)
      - James Ogilvy (1964–) Felesége: Julia Rawlinson
        - két gyerek

      - Marina Ogilvy (1966–) Férje: Paul Mowatt (1990 – 1997)

  - János brit királyi herceg (1905-1919)

## Vallása
Katalin hercegné 1994-ben felvette a római katolikus vallást. A hercegnő személyes döntését, amit II. Erzsébet királynő is jóváhagyott, a következő indokokkal magyarázta: "Kedvelem a határozott irányelveket és a katolikus egyház ilyen irányelveket kínál. Egész életemben ezt akartam. Szeretem tudni, hogy mit várnak el tőlem. Szeretem, ha előírják: vasárnap templomba kell menned és ha nem, akkor megjárod!"
Az 1701-es Act of Settlement értelmében a királyi család tagja, aki felveszi a katolikus vallást vagy katolikus házastársat választ, elveszti jogosultságát a trón öröklésére. Azonban a törvény nem zárja ki azokat, akiknek házastársa a házasság megkötése után veszi fel a katolikus vallást. Ennek értelmében Eduárd kenti herceg megtartotta helyét (jelenleg 28.) az Egyesült Királyság trónöröklési rangsorában.
Katalin hercegnő példáját követve fia, Lord Nicholas Windsor és unokái, Edward Windsor és Lady Marina-Charlotte Windsor, szintén áttértek a katolikus vallásra. Legidősebb fia, George Windsor, St. Andrews grófja és Edward apja, egy katolikus nőt vett feleségül és ezzel szintén kizárta magát a trónöröklési rangsorból.

## Magánélete
1999-ben Katalin hercegné megpróbálta egy barátjának 12 éves fiát bevinni a wimbledoni All England Club királyi páholyába. Bár férje, Eduárd herceg a klub elnöke vol 30 éven át, a hercegnő nem kapott engedélyt erre és később kapott egy rideg levelet a klubigazgató, aki arról értesítette, hogy a gyerekeket " nem látják szívesen" a királyi páholyban. Katalin hercegnő válaszul a klub bojkottjával fenyegetett.
2002-ben elhatározta, hogy nem használha a hivatalos "Ő királyi fensége" címet és magánéletében a "Katharine Kent" nevet, nyilvános szereplései alkalmával pedig "Katalin kenti hercegné" címet használja. A királyi család nyilvános szerepléseitől részben visszavonult és a Kingston upon Hull-ban található Wansbeck Primary School általános iskola zenetanára lett. 2005-ben a BBC Radio 3-nak adott interjúban elmondta, hogy szereti a rapzenét és Dido-t.
2004-ben Nicholas Robinsonnal (A King's College School, Cambridge igazgatója) közösen megalapították a Future Talent alapítványt, amelynek célja a zeneileg tehetséges gyermekek felkutatása, támogatása és zenei képzésének elősegítése.